# 5672 Libby
5672 Libby è un asteroide della fascia principale. Scoperto nel 1986, presenta un'orbita caratterizzata da un semiasse maggiore pari a 2,4095985 au e da un'eccentricità di 0,0520938, inclinata di 10,22920° rispetto all'eclittica.
L'asteroide è dedicato alla mecenate statunitense Eleanor W. Libby.